# Villa Brésil
Die Villa Brésil liegt in der Blumenstraße 16 im Stadtteil Niederlößnitz der sächsischen Stadt Radebeul.

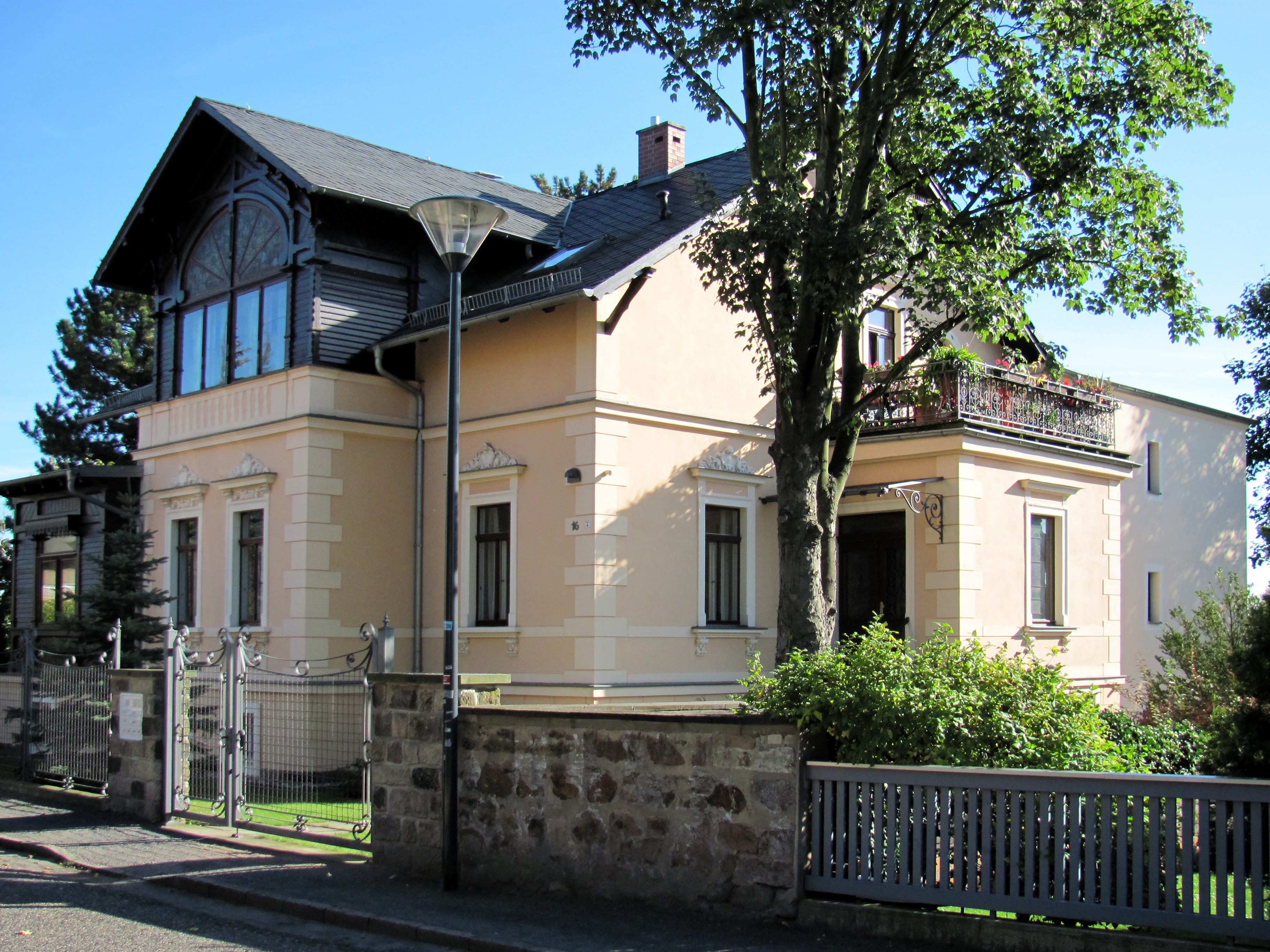
Villa Brésil

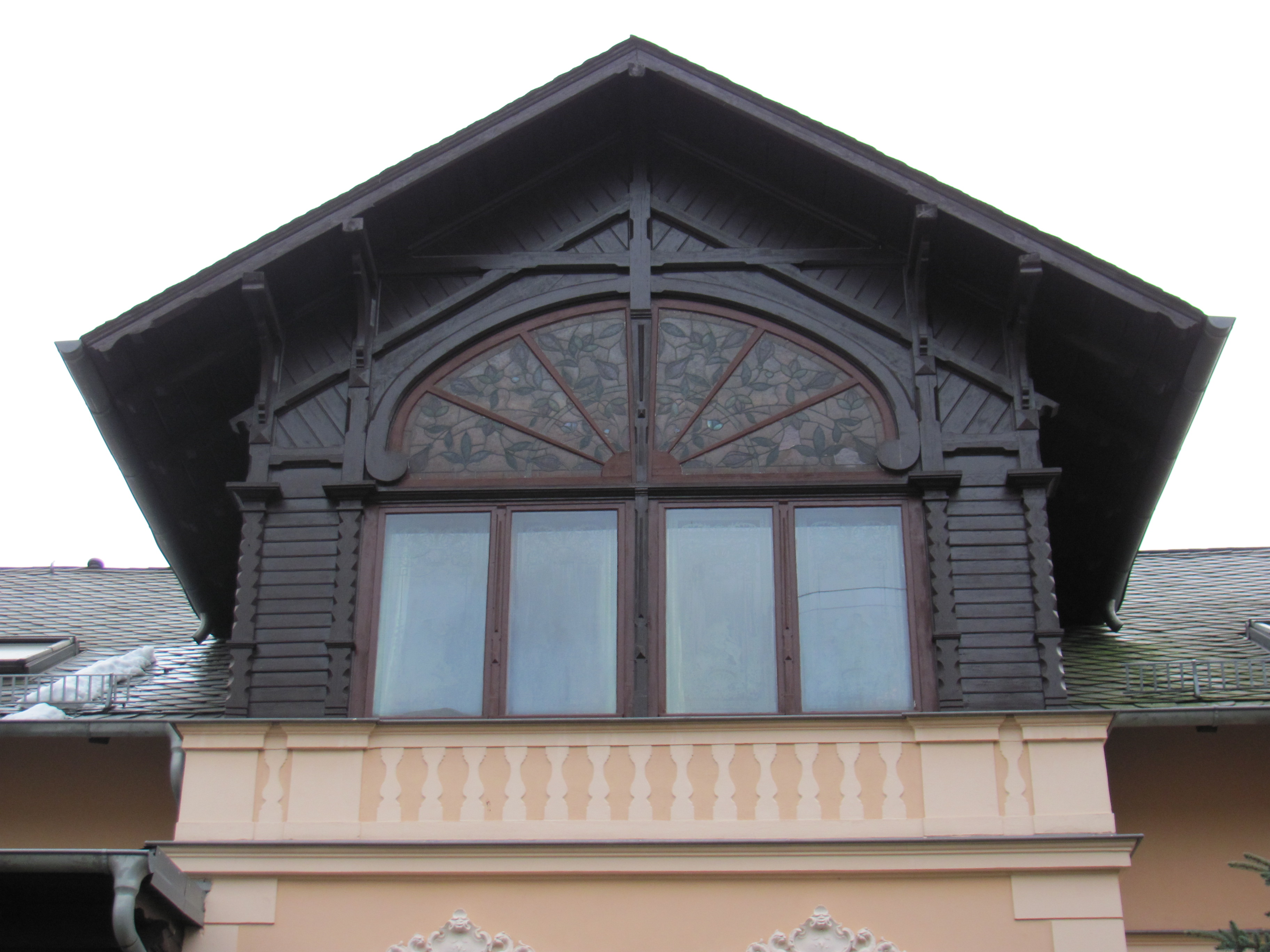
Villa Brésil: Jugendstil-Glaskunst und geätzte Scheiben

## Beschreibung
Die mitsamt ihrer Einfriedung unter Denkmalschutz stehende landhausartige Villa ist ein anderthalbgeschossiges Wohnhaus mit einem Drempelgeschoss unter einem schiefergedeckten Satteldach. Das Gebäude im Schweizerstil steht auf einem Souterraingeschoss mit Bruchsteinsockel, wodurch das Erdgeschoss im Hochparterre liegt.
In der vierachsigen Straßenansicht steht ein zweigeschossiger Mittelrisalit, dessen hölzernes Obergeschoss mit einem Sparrengiebel ebenfalls durch ein Satteldach gedeckt ist. Insbesondere auch die sich in dem Risalitgiebel befindlichen Schmuckfensterscheiben in Jugendstilverglasung sind als bemerkenswert im Sinne des Denkmalwerts aufgeführt. Links des Risalits steht vor der Rücklage eine hölzerne Veranda.
In der rechten Seitenansicht steht ein Eingangsvorbau mit einem Austritt obenauf, der vom ausgebauten Dachgeschoss aus betreten wird. Auf der Gebäuderückseite stehen verschiedene Anbauten.
Der Putzbau wird durch Gesimse, Putzbänder und Eckquadraturen gegliedert. Die Fenster werden von profilierten Sandsteingewänden eingefasst, diese begleitet von Sohlbänken auf Konsölchen sowie von Verdachungen. Über diesen findet sich florale Stuckornamentik.

## Geschichte

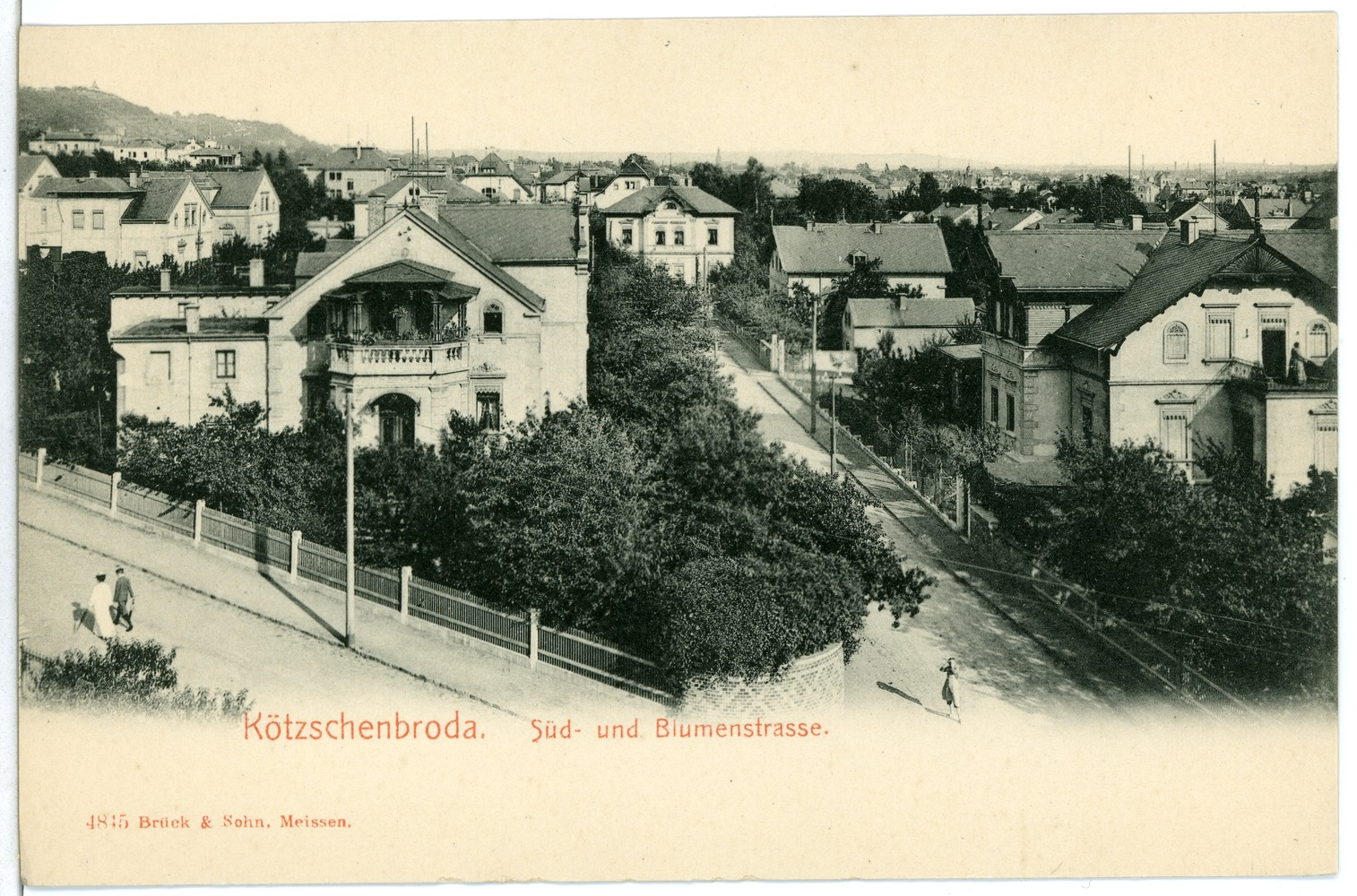
Villa Brésil (rechts, 1903)

Nachdem der Maurerpolier und Bauunternehmer Friedrich August Moritz Wolf 1898 die Villa Musenheim errichtet hatte, ließ er im Folgejahr 1899 auf dem gegenüberliegenden Straßengrundstück das nächste Wohnhaus bauen. Der Bauantrag stammte vom Oktober 1899, die Baurevision erfolgte bereits im November, nur acht Wochen später. Der Entwurf stammte „wohl von der Baufirma Gebr. Große“. Nach 1901 folgte auf dem südwestlichen Kreuzungsgrundstück die Villa Relly.
Die Vergrößerung der rückwärtigen Veranda nebst Dachausbau auf der nach Süden zum Garten hin liegenden Dachseite erfolgte 1912. Die Unterschrift dazu auf den Bauunterlagen stammte von Alfred Große, einem der beiden Inhaber der Gebrüder Große.